# Fiat 600 (2023)
Pour les articles homonymes, voir Fiat 600.
La Fiat 600 est un crossover urbain du constructeur automobile italien Fiat commercialisé à partir de 2023. Elle reprend le nom de la Fiat 600 originelle produite de 1955 à 1969.

## Présentation

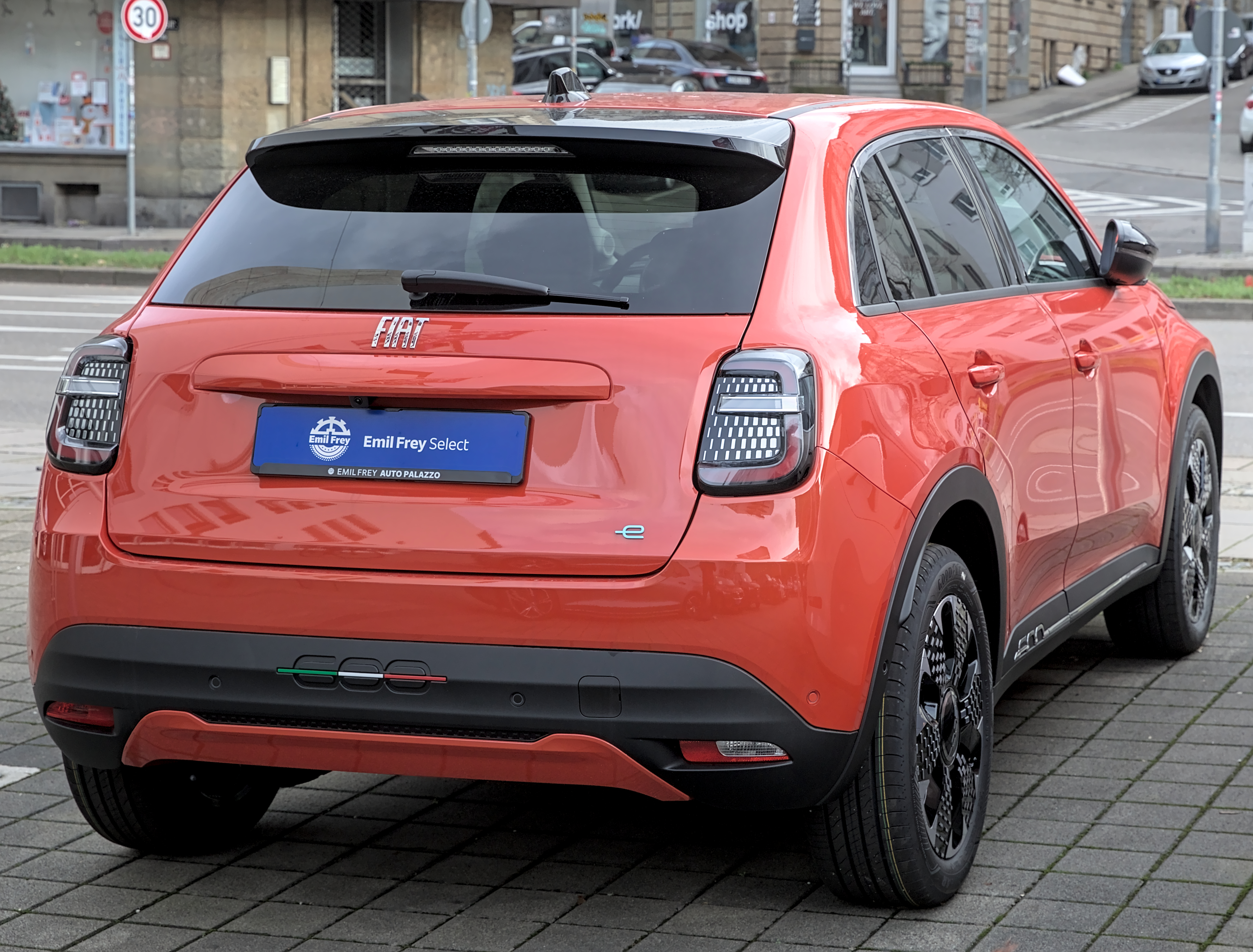
Vue de l'arrière.

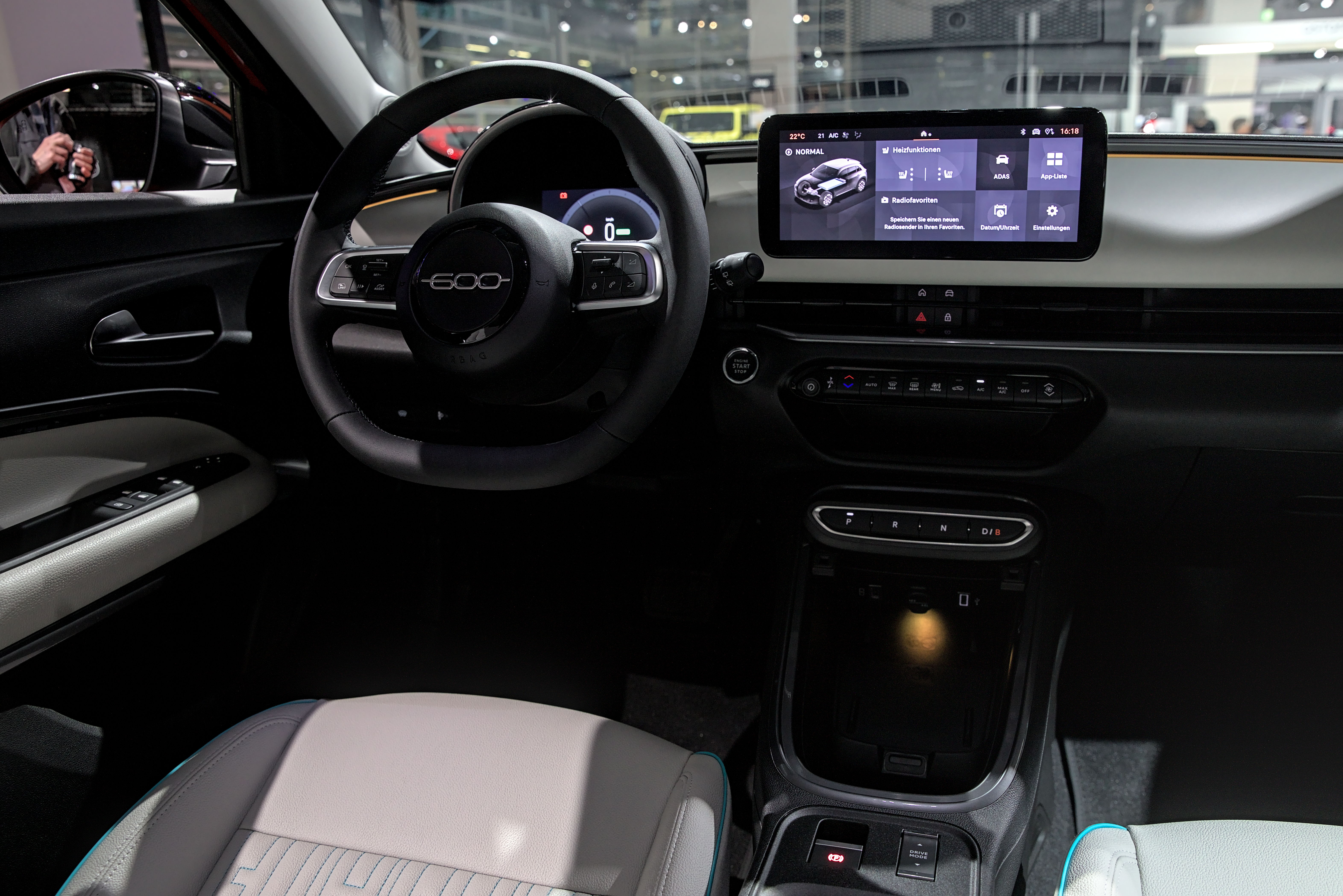
Intérieur.

La Fiat 600 est annoncée par le constructeur le 12 juin 2023 dans sa version électrique 600e et présentée officiellement le 4 juillet 2023, jour anniversaire de la Fiat 500 dont elle reprend le style. La commercialisation démarre le lendemain et la production débute le 7 septembre 2023.
Elle coexiste au sein de la gamme avec sa devancière la 500X durant quelques mois, cette dernière étant thermique, tandis que la 600 n'est proposée qu'en version électrique 600e à son lancement.
Par rapport à sa devancière, il est également à souligner que la 600 est plus compacte d'une dizaine de centimètres de long et ne propose pas de version à 4 roues motrices.

## Caractéristiques techniques
La Fiat 600 est le premier modèle Fiat qui repose sur la plateforme technique CMP du groupe Stellantis, et elle est assemblée sur les mêmes chaînes de montage de l'usine de Tychy que sa cousine technique la Jeep Avenger.
Seule la version électrique 600e est commercialisée à son lancement. Fiat présente en septembre 2023 la variante thermique avec le 1.2 PureTech afin de proposer une alternative à un prix moins élevé que la version électrique.

### Motorisations
| Logo de Fiat                      | Fiat 600                                  | Fiat 600                             | Fiat 600 |
| Logo de Fiat                      | e-156                                     | 1.2 PureTech Hybrid                  |          |
| --------------------------------- | ----------------------------------------- | ------------------------------------ | -------- |
| Type                              | Synchrone à aimants permanents (E-Motors) | 3-cylindres essence - 48V (E-Motors) |          |
| Puissance moteur (kW)             | 115                                       | 74 + 21                              |          |
| Puissance maximale (ch)           | 156                                       | 100 + 29                             |          |
| au régime de (tr/min)             | -                                         | 5500                                 |          |
| Couple maximal (Nm)               | 260                                       | 230                                  |          |
| au régime de (tr/min)             | -                                         | 1750                                 |          |
| Transmission                      | Traction                                  | Traction                             |          |
| Boîte de vitesses                 | Automatique                               | Automatique                          |          |
| Vitesse maximale (km/h)           | 150                                       | 195                                  |          |
| 0-100 km/h (s)                    | 9,0                                       | 10,0                                 |          |
| Masse (kg)                        | 1 520                                     | 1 595                                |          |
| Consommation mixte (l/100 km)     | -                                         | 15,0                                 |          |
| Consommation mixte (kW/100 km)    | 5,4                                       | -                                    |          |
| Emissions de CO2 (WLTP) (g/km)    | 0                                         | 110                                  |          |
| Batterie                          |                                           |                                      |          |
| Type                              | Lithium-ion (nickel-manganèse-cobalt)     | Lithium-ion                          |          |
| Capacité brute (kWh)              | 54                                        |                                      |          |
| Capacité nette (kWh)              | 51                                        |                                      |          |
| Autonomie mixte (WLTP) (km)       | 400                                       |                                      |          |
| Temps de recharge                 |                                           |                                      |          |
| Wallbox AC2 11 kW                 | 5h30                                      | -                                    |          |
| Chargeur rapide 100 kW (DC)       | 27 minutes (80 %)                         | -                                    |          |
| Puissance maximale de charge      |                                           |                                      |          |
| courant alternatif monophasé (kW) | 11                                        | -                                    |          |
| courant continu (kW)              | 100                                       | -                                    |          |

## Finitions
Finitions disponibles au lancement du véhicule : 
- RED[10]
  - jantes en tôle 16″ avec enjoliveurs ;
  - climatisation automatique ;
  - freinage de parking électrique ;
  - écran TFT 7 pouces couleur ;
  - ouverture et démarrage sans clef ;
  - système Uconnect 10,25 pouces ;
  - sellerie en tissu seaqual avec monogramme (RED) ;
  - planche de bord couleur rouge ;
  - projecteurs full LED ;
  - radars de recul ;
  - capteur de pluie ;
  - régulateur de vitesse ;
  - système audio à 4 haut-parleurs ;
  - teintes de carrosserie disponibles : rouge (Red by RED), blanc ou noir.

- La Prima
  - jantes alliage 18 pouces diamantées ;
  - chargeur smartphone à induction ;
  - hayon motorisé mains libres ;
  - rétroviseur intérieur photochromatique ;
  - rétroviseurs extérieurs rabattables électriquement ;
  - sièges avant chauffants ;
  - assistant aux embouteillages ;
  - caméra de recul 180° ;
  - commutation feux de route/croisement ;
  - régulateur adaptatif ;
  - capteurs de stationnement 360° ;
  - détecteur d’angles morts ;
  - vitres arrière surteintées ;
  - système audio à 6 haut-parleurs.
  - teintes de carrosserie disponibles : orange, bleu, vert et sable.